# Натурфілософія

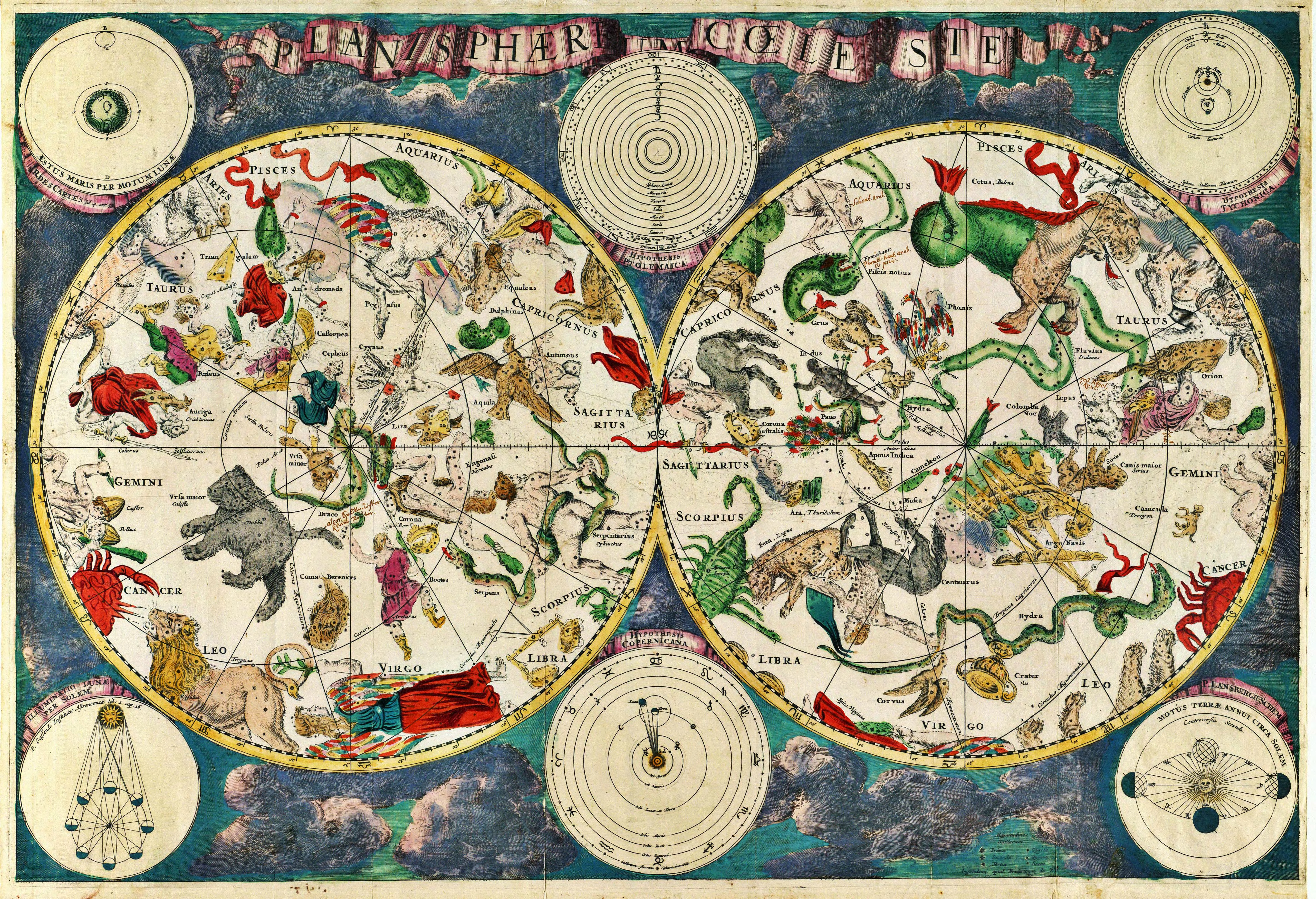
Небесна мапа XVII століття голландського картографа Фредеріка де Віта

Натурфілосо́фія (лат. natura — «природа») — філософія природи, тлумачення природи, розглянутій в її цілісності. Кордони між натурфілософією і природознавством, а також її місце у філософії історично змінювалися. Найбільшу роль натурфілософія відігравала в давнину. Натурфілософія стала першою історичною формою філософії і фактично зливалася з природознавством. Надалі натурфілософія переважно називалася фізикою, тобто вченням про природу.

## Натурфілософія Мілетської школи
Перші, найдревніші вчення античної філософії отримали назву натурфілософських. Визначне місце в розвитку натурфілософії відіграла мілетська школа, що виникла в VI ст. до н. е. в Мілеті й була одним з осередків іонійської філософської традиції. Основними представниками були Фалес (625—547 роки до н. е.), Анаксімандр (610—546 роки до н. е.), Анаксімен (588—525 роки до н. е.).
Вчення мілетців про природне походження світу протиставляється міфологічним уявленням про створення світу богами з Хаосу. Міфи про богів мілетці вважали зайвим припущенням про існування сторонніх сил, які світові не потрібні для виникнення та існування. Міфологічно-теогонічне тлумачення світу у мілетців замінюється Логосом (у значенні «слово», «смисл», «судження», «задум», «порядок», «гармонія», «закон»). Цей термін мілетцями ще не використовувався, їхнє вчення фактично відповідає головним визначенням поняття «Логос». Вперше цей термін увів послідовник мілетської філософії Геракліт, маючи на увазі космічний порядок, який забезпечується незалежним від людей і богів законом буття. В спробах визначити першопочаток ці філософи повністю ще не відмежувалися від міфологічної традиції використовувати чуттєво-наочні образи, тому зовні їх тексти нагадують міф, а не аналітичну систему понять. Уподібнення першопочатку особливій природній стихії, що доступна чуттєвому сприйняттю (це: вода — Фалес, повітря — Анаксімен, вогонь — Геракліт), продовжує традиції саме міфологічного опису. Проте вже у Анаксімандра поняття про «апейрон», який не дається безпосередньо чуттям, а може бути осягнений лише розумом, є кроком до суто поняттєвого відображення світу. Апейрон, однак, ще не уявляється як поняття взагалі, він визначається як найменша частинка, першоречовина, яка з причин мікроскопічності своїх розмірів не може бути відчутною.
Визначальна тенденція цієї школи — намагання знайти невидиму простим оком єдність у видимій багатоманітності речей. Ця єдність може бути опанована тільки розумом. Причому вона розглядається як завжди існуюча в безмежному Космосі. Першопочаток породжує всю багатоманітність речей, обіймає все існуюче, оформляючи його в упорядкований Космос, і керує рухом та розвитком Космосу.
Перші філософи Стародавньої Греції визначили фундаментальну філософську проблему виникнення порядку, Логоса з Хаоса. Існування Логоса поряд з Хаосом суперечить визначенням цих термінів. Вирішення даної суперечності здійснено Гераклітом завдяки створенню першого вчення про розвиток, зміни у світі через боротьбу протилежностей.

## Середньовіччя

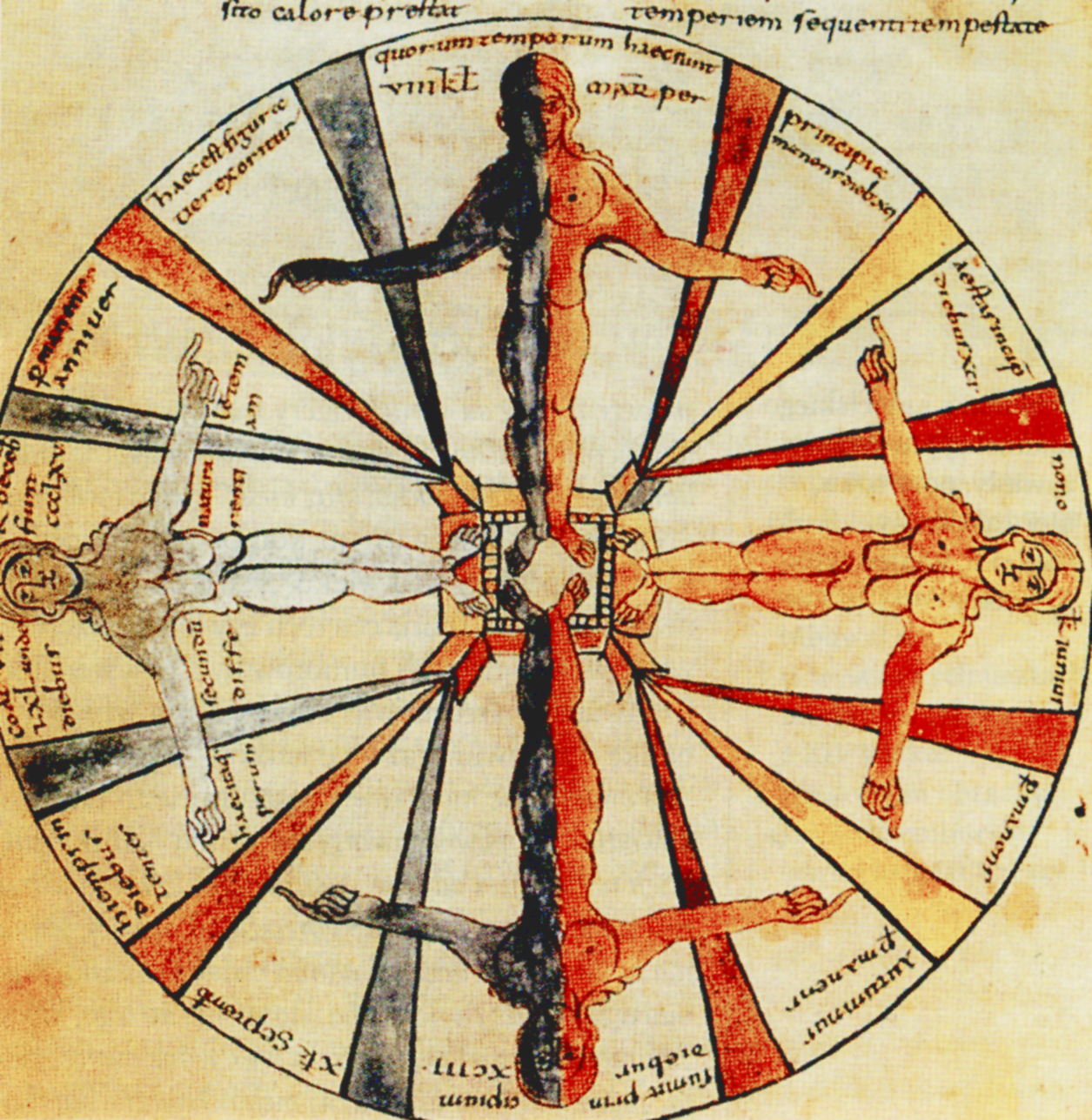
Алегоричне зображення чотирьох елементів античної натурфілософії (з манускрипту Ісидора Севільського Про природу речей)

### Ранній період (V—XI століття)
Головним джерелом знань з натурфілософії і світських наук в Європі V—XI століть були твори давньоримських популяризаторів — Плінія, Марціана Капелли, Макробія, Халкідія. Деякі європейські автори (переважно представники католицької Церкви) створюють і свої власні твори енциклопедичного характеру, що зачіпають питання натурфілософії: Етимології і Про природу речей Ісидора Севільського (бл. 560—636), Про природу речей Беди Преподобного (бл. 672—735), Про природу речей Храбана Мавра (822—842). Ці твори не містили будь-яких нових ідей, але зіграли велику роль в знайомстві європейців з основами природничо-наукових знань Давньої Греції.
У цей період виникла схоластика — своєрідна область думки, що намагалася гармонійно поєднувати християнське богослов'я з античною спадщиною — логікою, метафізикою, натурфілософією. Ранніми представниками цього напрямку були Еріугена (бл. 810—878), Ансельм Кентерберійський (1033—1109), Беренгар Турський (бл. 1000—1088), Канонік Росцелін (бл. 1050—1122), П'єр Абеляр (1079—1142).

#### Ренесанс XII століття
Перелом в європейській науці настав в XII столітті. Цей період часто називається Ренесансом XII століття. У цьому сторіччі вперше виникла наукова література латиною — мовою освічених верств європейського населення. Спочатку це були праці давньогрецьких і арабських авторів, перекладені латиною з арабської. Так, італієць Герардо Кремонський (бл. 1114—1187) переклав з арабської латиною більше 70 книг з математики, астрономії, оптики, філософії, медицини, в тому числі натурфілософські праці Арістотеля — Фізику і Про Небо.

### Середньовіччя: країни ісламу
Найважливіші школи філософії в країнах ісламу називаються калам і фальсафа.
Калам — це ортодоксальне мусульманське богослов'я. Основою Калама є ідея нескінченного всемогутності Бога. Мутакаллімамі (прихильники Калама) відкидали причинність в матеріальному світі, вважаючи, що єдиною причиною всього, що відбувається у Всесвіті, є Аллах; Аллах не просто створив світ в якийсь момент в минулому, але творить світ в кожен момент. В області натурфілософії ця ідея поєднується з концепцією анатомізму, запозиченої у греків. На думку прихильників Калама атоми, з яких складаються всі фізичні тіла, зчеплені один з одним не за допомогою будь-яких фізичних зв'язків, але виключно завдяки тому, що їх утримує Аллах. Найбільшими представниками Калама були Абуль-Хасан аль-Ашари (873 або 874—935) і Аль-Газалі (1058—1111).
Фальсафа в перекладі з арабської означає просто «філософія». Більшість прихильників фальсафа підтримували вчення Аристотеля. Його першим пропагандистом в арабському світі був Абу Йусуф Йакуб ал-Кінді (бл. 800—873), який працював в багдадському «Будинку мудрості» під заступництвом халіфа ал-Мамуна. У Багдаді працював і філософ Абу Наср Мухаммад ал-Фарабі (бл. 870—950), якого називали «Другим учителем» («Першим» вважався сам Аристотель). Наступним визначним натурфілософом був уродженець Бухари Абу Алі ібн Сіна, або Авіценна (980—1037), відомий також як видатний медик і астроном. Однак інтерпретація вчення Аристотеля цих трьох філософів несла на собі істотний відбиток неоплатонізму. Найчистішою вважається трактування аристотелизма, яку викладав Мухаммад Ібн Рушд (1126—1198), відомий також як Аверроес; саме з його коментарів вивчали Аристотеля в середньовічних європейських університетах.

## Видатні натурфілософи
| - Арістотель - Анаксімен - Анаксімандр - Демокріт - Анаксагор - Піфагор - Ксенофан - Стратон Лампсакський - Левкіпп - Філолай - Іоанн Філопон - Прокл Діадох - Лукрецій - Леонардо да Вінчі |  | - Теофраст Парацельс - Рене Декарт - Ісаак Ньютон - Галілео Галілей - Роберт Гук - Джордано Бруно - Роберт Бойль - Іммануїл Кант - Дені Дідро - Гельвецій - Вільгельм Оствальд - Епікур |